# الحب المحرم (فلم)
الحب المحرم فيلم مصري صدر 1971 من إخراج حسن الإمام وتأليف فيصل ندا وسيناريو زينب حسن الإمام.

## القصة
عند وفاة زوجها ترفض «إلهام» الأرملة الشابة الجميلة الزواج لرعاية ابنتها «ناهد»، وللاهتمام بشؤون عزبتها. توظَف «ناهد» في الإسكندرية فترتب إقامتها عند قريبتها «أم كمال». تتعرف «ناهد» على «أدهم» صديق «كمال»، وترتبط معه بقصة حب. يمرض «أدهم» في المصيف ويبقى مريضًا في المنزل وترعاه «ناهد» التي تضطر للذهاب للعمل وتتركه في رعاية «إلهام» مما جعلهما يرتبطان بعلاقة حب مع بعضهما، تشعر «ناهد» بالعلاقة فتنهار ويقع لها حادث أليم تتوفى على إثره، فيحاول «أدهم» الزواج من «إلهام» المفجوعة في موت ابنتها وتتوالى الأحداث.

## طاقم العمل
- شكري سرحان
- مديحة يسري
- ميرفت أمين
- سمير صبري
- سهير فخري
- زوزو شكيب

## وصلات خارجية
- مقالات تستعمل روابط فنية بلا صلة مع ويكي بيانات
- الحب المحرم على موقع الدهليز